# 小行星23162
小行星23162（23162 Alexcrook）是一颗绕太阳运转的小行星，为主小行星带小行星。该小行星于2000年3月20日发现。

## 轨道参数
小行星23162的轨道半长轴为368 116 008 km，2.4606685 UA，离心率为0.130。